# آلبرتو نوچرینو
آلبرتو نوچرینو (انگلیسی: Alberto Nocerino؛ زادهٔ ۲۰ دسامبر ۱۹۷۵) بازیکن فوتبال اهل ایتالیا است.
از باشگاه‌هایی که در آن بازی کرده‌است می‌توان به باشگاه فوتبال کروتونه، باشگاه فوتبال آولینو، باشگاه فوتبال کوزنتسا کالچو، و باشگاه فوتبال بنونتو اشاره کرد.